# Ergebnisse der Mathematik und ihrer Grenzgebiete
Os Ergebnisse der Mathematik und ihrer Grenzgebiete (tradução literal do alemão: "Resultadoss im matemática e suas áreas relacionadas") são uma série de monografias matemáticas da Springer Verlag. Começou em 1932 com o volume Knotentheorie de Kurt Reidemeister. A segunda série (com no total 101 volumes) começou em 1955 com o volume Transfinite Zahlen de Heinz Bachmann e a terceira série em 1983. A série recebeu mais tarde o complemento em inglês A series of modern surveys in mathematics.

## Parte principal, história
Foi fundada em 1932 pelos editores do Zentralblatt MATH, dentre os quais Pavel Alexandrov, Wilhelm Blaschke, Richard Courant, Godfrey Harold Hardy, Gaston Julia, Tullio Levi-Civita, Rolf Nevanlinna e Bartel Leendert van der Waerden. Inicialmente com cinco contribuições por volume, que correspondiam a uma publicação semelhante a um periódico com artigos de ampla revisão com um máximo de 100 a 150 páginas. Na época do nazismo os volumes começaram a ser publicados irregularmente a partir de 1936. A primeira série terminou em 1942 (com o último número do quinto volume).
Após a Segunda Guerra Mundial foi decidido publicar livros individuais (cadernos). Como editores no primeiro volume da segunda série (publicado em 1955) foram declarados: Lars Valerian Ahlfors (responsável por análise complexa), Reinhold Baer (teoria de grupos), Richard Courant, Joseph Leo Doob (probabilidade e estatística), Samuel Eilenberg (topologia), Hans Rademacher, Friedrich Karl Schmidt, Beniamino Segre (geometria algébrica) e Emanuel Sperner. Responsável por análise foi Paul Halmos. Cada um dos editores podia propor projetos de livros em sua área. Até 1961 foram publicados 30 volumes. A partir de 1961 Peter Hilton foi editor e os livros individuais apresentados então como volumes ao invés de cadernos. Em 1968 os editores eram Paul Halmos, Reinhold Remmert, Peter Hilton e Béla Szőkefalvi-Nagy (com a colaboração de Courant, Ahlfors, Baer, Doob, Eilenberg, Rademacher, Sperner, B. Segre, Albrecht Dold, Martin Kneser, Mikhail Postnikov, Friedrich Ludwig Bauer e Gert Heinz Müller). O último volume da segunda série (No. 101) apareceu em 1988. Mais tarde foram publicadas reimpressões.
A terceira série foi iniciada na década de 1970, com Reinhold Remmert como editor principal, que fundou antes com sucesso o periódico Inventiones Mathematicae e de lá introduzia a terceira série (como Jacques Tits, Jean-Pierre Serre, Nicolaas Kuiper e Enrico Bombieri). O primeiro volume foi publicado em 1983. Até 2017 foram publicados 67 volumes na terceira série. Não existe um editor principal.
Volumes reconhecidos foram por exemplo Fastperiodische Funktionen por Harald Bohr (1932), Algebren por Max Deuring (1935), Algebraic Surfaces por Oscar Zariski (1935), Theorie der Funktionen mehrerer komplexer Veränderlichen por Heinrich Behnke e Peter Thullen (1934), Grundbegriffe der Wahrscheinlichkeitsrechnung por Andrei Kolmogorov (1933), On the problem of Plateau por Tibor Radó (1933), Idealtheorie por Wolfgang Krull (1935), Ergodentheorie por Eberhard Hopf (1937), Diophantische Approximationen por Jurjen Ferdinand Koksma (1936), Neue topologische Methoden in der algebraischen Geometrie por Friedrich Hirzebruch (1956), Generators and relations for discrete groups por Harold Scott MacDonald Coxeter e William Oscar Jules Moser (1957), Inequalities por Edwin Ford Beckenbach e Richard Bellman, Geometric Invariant Theory (1965) por David Mumford, Finite Geometries (1968) por Peter Dembowski e Coding Theorems of Information Theory por Jacob Wolfowitz (1961). 
O ISSN da terceira série é 0071-1136.

## Volumes da primeira série
Novas edições dos volumes por Krull, Deuring, Zariski e Behnke/Thullen foram lançados na segunda série
- 1,1 Kurt Reidemeister: Knotentheorie 1932
- 1,2 Karl Federhofer: Graphische Kinematik und Kinetostatik, 1932
- 1,3 Max Strutt: Lamésche-, Mathieusche- und verwandte Funktionen in Physik und Technik, 1932
- 1,4 Kurt Hohenemser: Die Methoden zur angenäherten Lösung von Eigenwertproblemen in der Elastokinetik, 1932
- 1,5 Harald Bohr: Fastperiodische Funktionen, 1932
- 2,1 Oswald Veblen: Projektive Relativitätstheorie, 1933
- 2,2 Tibor Radó: On the problem of Plateau, 1933
- 2,3 Andrei Kolmogorov: Grundbegriffe der Wahrscheinlichkeitstheorie, 1933
- 2,4 Aleksandr Khinchin: Asymptotische Gesetze der Wahrscheinlichkeitsrechnung, 1933
- 2,5 Cyrus Colton MacDuffee: The theory of matrices, 1933
- 3,1 Tommy Bonnesen: Theorie der konvexen Körper, 1934
- 3,2 Dirk Jan Struik: Theory of linear connections, 1934
- 3,3 Heinrich Behnke, Peter Thullen: Theorie der Funktionen mehrerer komplexer Veränderlichen, 1934
- 3,4 Arend Heyting: Mathematische Grundlagenforschung, Intuitionismus, Beweistheorie, 1934
- 3,5 Oscar Zariski: Algebraic Surfaces, 1935
- 4,1 Max Deuring: Algebren 1935
- 4,2 Bartel Leendert van der Waerden: Gruppen von linearen Transformationen, 1935
- 4,3 Wolfgang Krull: Idealtheorie, 1935
- 4,4 Jurjen Ferdinand Koksma: Diophantische Approximationen, 1936
- 4,5 Constantin Carathéodory: Geometrische Optik, 1937
- 5,1 Tibor Radó; Subharmonic Functions, 1937
- 5,2 Eberhard Hopf: Ergodentheorie, 1937
- 5,3 Hans Ertel: Methoden und Probleme der dynamischen Meteorologie 1938
- 5,4 Thoralf Skolem: Diophantische Gleichungen, 1938
- 5,5 Béla Szőkefalvi-Nagy: Spektraldarstellung linearer Transformationen des Hilbertschen Raumes, 1942

## Volumes da segunda série
- 1 Heinz Bachmann: Transfinite Zahlen 1955
- 2 Carlo Miranda: Equazioni alle derivate parziali di tipo ellittico, 1955, 2. Auflage 1970: Partial differential equations of elliptic type
- 3 Ludwig Bieberbach: Analytische Fortsetzung, 1955
- 4 Pierre Samuel:  Méthodes d'Algèbre Abstraite en Géométrie Algébrique, 1955, 2. Auflage 1967
- 5 Jean Dieudonné:  La géométrie des groupes classiques, 1955, 2. Auflage 1963
- 6 Leonard Roth:  Algebraic threefolds : with special regard to problems of rationality, 1955
- 7 Hans-Heinrich Ostmann: Additive Zahlentheorie, Band 1, 1956, 2. Auflage 1968
- 8 Hans Wittich: Neuere Untersuchungen über eindeutige analytische Funktionen, 1956, 2. Auflage 1968
- 9 Friedrich Hirzebruch: Neue topologische Methoden in der algebraischen Geometrie, 1956, 2. Auflage 1962
- 10 Michio Suzuki: Structure of a group and the structure of its lattice of subgroups, 1956
- 11 Hans-Heinrich Ostmann: Additive Zahlentheorie, Band 2, 1956
- 12 Mario Baldassarri: Algebraic Varieties, 1956
- 13 Beniamino Segre:  Some properties of differentiable varieties and transformations : with special reference to the analytic and algebraic cases, 1957
- 14 H. S. M. Coxeter, W. O. J. Moser:  Generators and relations for discrete groups, 1957, 4. Auflage 1980
- 15 Karl Longin Zeller: Theorie der Limitierungsverfahren, 1958, 2. Auflage 1970
- 16 Lamberto Cesari: Asymptotic behavior and stability problems in ordinary differential equations, 1959, 2. Auflage 1963
- 17 Francesco Severi:  Il teorema di Riemann-Roch per curve, superficie e varietà : questioni collegate, 1958
- 18 James A. Jenkins: Univalent functions and conformal mapping, 1958, 2. Auflage 1965
- 19 Ralph Boas, Robert Creighton Buck: Polynomial expansions of analytic functions, 1958, 2. Auflage 1964
- 20 Richard Bruck:  Survey of binary systems, 1958, 3. Auflage 1971
- 21 Mahlon M. Day: Normed linear spaces, 1958, 2. Auflage 1962
- 22 Wolfgang Hahn: Theorie und Anwendung der direkten Methode von Ljapunow, 1959
- 23 Stefan Bergman:  Integral operators in the theory of linear partial differential equations, 1961, 2. Auflage 1969
- 24 Demetrios Kappos:  Strukturtheorie der Wahrscheinlichkeitsfelder und -räume, 1960
- 25 Roman Sikorski: Boolean Algebras, 1960, 2. Auflage 1964
- 26 Hans Künzi: Quasikonforme Abbildungen, 1960
- 27 Robert Schatten: Norm ideals of completely continuous operators, 1960
- 28 Kiyoshi Noshiro: Cluster Sets, 1960
- 29 Konrad Jacobs:  Neuere Methoden und Ergebnisse der Ergodentheorie 1960
- 30 Edwin Beckenbach, Richard Bellman: Inequalities, 1961, 2. Auflage 1965
- 31 Jacob Wolfowitz: Coding theorems of information theory, 1961, 3. Auflage 1978
- 32 Corneliu Constantinescu: Ideale Ränder Riemannscher Flächen, 1963
- 33 Pierre Conner, Edwin Floyd: Differentiable periodic maps, 1964
- 34 David Mumford: Geometric Invariant Theory, 1965, 2. Auflage 1982, 3. Auflage 1994
- 35 Peter Gabriel: Calculus of fractions and homtopy theory, 1967
- 36 Calvin Richard Putnam:  Commutation properties of Hilbert space operators and related topics, 1967
- 37 Hanna Neumann: Varieties of Groups, 1967
- 38 Ralph Boas:  Integrability theorems for trigonometric transforms, 1967
- 39 Béla Szőkefalvi-Nagy: Spektraldarstellung linearer Transformationen des Hilbertschen Raumes, 1967
- 40 George Seligman: Modular Lie Algebras, 1967
- 41 Max Deuring: Algebren, 2. Auflage 1967
- 42 Kurt Schütte: Vollständige Systeme modaler und intuitionistischer Logik, 1968
- 43 Raymond Smullyan: First order logic, 1968 (Nachdruck Dover 1995)
- 44 Peter Dembowski: Finite Geometries, 1968
- 45 Juri Linnik: Ergodic properties of algebraic fields, 1968
- 46 Wolfgang Krull: Idealtheorie, 2. Auflage 1968
- 47 Leopoldo Nachbin:  Topology on spaces of holomorphic mappings, 1969
- 48 A. Ionescu Tulcea, Cassius Ionescu Tulcea: Topics in the theory of lifting 1969
- 49 Charles A. Hayes, Christian Y. Pauc: Derivation and Martingales, 1970
- 50 Jean-Pierre Kahane:  Séries de Fourier absolument convergentes, 1970
- 51 Heinrich Behnke, Peter Thullen:  Theorie der Funktionen mehrerer komplexer Veränderlichen, 2. Auflage, Hrsg. Reinhold Remmert
- 52 Herbert Wilf: Finite sections of some classical inequalities, 1970
- 53 Jean-Pierre Ramis: Sous-ensembles analytiques d'une variété banachique complexe, 1970
- 54 Herbert Busemann: Recent synthetic differential geometry, 1970
- 55 Wolfgang Walter: Differential and integral inequalities, 1970
- 56 Antonie Frans Monna:  Analyse non-archimédienne, 1970
- 57 Erik Alfsen: Compact convex sets and boundary integrals, 1971
- 58 Silvio Greco, Paolo Salmon: Topics in m-adic topologies, 1971
- 59 Santiago López de Medrano:  Involutions on manifolds, 1971
- 60 Shōichirō Sakai:  C*-algebras and W*-algebras, 1971
- 61 Oscar Zariski: Algebraic Surfaces, 2. Auflage 1971, mit Appendices von S. S. Abhyankar, Joseph Lipman und David Mumford
- 62, 63  Derek J. S. Robinson: Finiteness conditions and generalized soluble groups, Teil 1, 2, 1972
- 64 Monique Hakim:  Topos annelés et schémas relatifs, 1972
- 65 William Browder:  Surgery on simply-connected manifolds, 1972
- 66 Albrecht Pietsch:  Nuclear locally convex spaces, 1972
- 67 Claude Dellacherie: Capacités et processus stochastiques, 1972
- 68 M. S. Raghunathan:  Discrete subgroups of Lie groups, 1972
- 69 Colin Rourke, Brian J. Sanderson:  Introduction to piecewise-linear topology, 1972
- 70 Shoshichi Kobayashi: Transformation groups in differential geometry, 1972
- 71 Jean Claude Tougeron:  Idéaux de fonctions différentiables, 1972
- 72 Iossif Iljitsch Gichman, Anatoli Skorochod: Stochastic differential equations, 1972
- 73 John Milnor: Symmetric bilinear forms, 1973
- 74 Robert Fossum: The divisor class group of a Krull domain, 1973
- 75 Tonny Springer: Jordan algebras and algebraic groups, 1973
- 76 Bertram Wehrfritz: Infinite linear groups : an account of the group-theoretic properties of infinite groups of matrices, 1973
- 77 Heydar Radjavi, Peter Rosenthal: Invariant Subspaces, 1973
- 78 János Bognár: Indefinite inner product spaces, 1974
- 79 Anatoli Skorochod: Integration in Hilbert Space, 1974
- 80 Frank Featherstone Bonsall, John Duncan: Complete normed algebras, 1973
- 81 John Crossley, Anil Nerode: Combinatorial functors, 1974
- 82 Walentin Wladimirowitsch Petrow (Valentin V. Petrov): Sums of independent random variables, 1975
- 83 Russell C. Walker: The Stone-Čech compactification, 1974
- 84 James Howard Wells, Lynn R. Williams: Embeddings and extensions in analysis, 1975
- 85 Wu Yi Hsiang:  Cohomology theory of topological transformation groups, 1975
- 86 Alexander Olewski: Fourier series with respect to general orthogonal systems, 1975
- 87 Christian Berg, Gunnar Forst: Potential theory on locally compact Abelian groups, 1975
- 88 André Weil: Elliptic functions according to Kronecker and Eisenstein, 1976
- 89 Roger Lyndon, Paul E. Schupp: Combinatorial group theory, 1977
- 90 Robert E. Edwards, Garth Gaudry: Littlewood-Paley and multiplier theory, 1977
- 91 Robert Gunning: Riemann surfaces and generalized theta functions, 1976
- 92 Joram Lindenstrauss, Lior Tzafriri: Classical Banach spaces 1: Sequence spaces, 1977
- 93 Arthur Besse:  Manifolds all of whose geodesics are closed,  1978
- 94 Herbert Heyer:  Probability measures on locally compact groups 1977
- 95 Sergei Adian: The Burnside problem and identities in groups, 1979
- 96 Paul Halmos, V. S. Sunder:  Bounded integral operators on L2 spaces, 1978
- 97 Joram Lindenstrauss, Lior Tzafriri: Classical Banach spaces 2: Function spaces, 1979
- 98 Sibylla Prieß-Crampe: Angeordnete Strukturen : Gruppen, Körper, projektive Ebenen, 1983
- 99 Bruce L. Reinhart:  Differential geometry of foliations : the fundamental integrability problem, 1983
- 100 Hans Petersson:  Modulfunktionen und quadratische Formen, 1982
- 101 Ramesh Gangolli, V. S. Varadarajan: Harmonic analysis of spherical functions on real reductive groups, 1988

## Volumes da terceira série
- 1 Albrecht Fröhlich: Galois module structure of algebraic integers, 1983
- 2 William Fulton: Intersection theory, 1983
- 3 Jens Carsten Jantzen:  Einhüllende Algebren halbeinfacher Lie-Algebren, 1983
- 4 Wolf Barth, Klaus Hulek Chris Peters, Antonius van de Ven: Compact complex surface, 1984, 2.ª Edição 2004
- 5 Kurt Strebel: Quadratic differentials, 1984
- 6 Michael Beeson: Foundations of constructive mathematics: metamathematical studies, 1985
- 7 Allan Pinkus: n-widths in approximation theory, 1986
- 8 Ricardo Mañé: Ergodic theory and differentiable dynamics 1987
- 9 Mikhael Gromov: Partial differential relations, 1986
- 10 Arthur Besse: Einstein manifolds, 1987
- 11 Michael D. Fried, Moshe Jarden: Field arithmetic, 1986
- 12 Jacek Bochnak, Michel Coste, Marie-Françoise Roy: Géométrie algébrique réelle, 1987
- 13 Eberhard Freitag, Reinhardt Kiehl:  Etale cohomology and the Weil conjecture 1988
- 14 Mark Goresky, Robert MacPherson: Stratified Morse Theory, 1988
- 15 Tadao Oda:  Convex bodies and algebraic geometry: an introduction to the theory of toric varieties, 1988
- 16 Gerard van der Geer: Hilbert modular surfaces, 1988
- 17 Grigory Margulis: Discrete subgroups of semisimple Lie groups, 1991
- 18 Andries Brouwer, Arjeh Cohen, Arnold Neumaier: Distance-regular graphs, 1989
- 19 Ivar Ekeland: Convexity methods in Hamiltonian mechanics, 1990
- 20 Alexei Kostrikin: Around Burnside, 1990
- 21 Siegfried Bosch, Werner Lütkebohmert, Michel Raynaud: Néron models, 1990
- 22 Gerd Faltings, Ching-Li Chai: Degeneration of abelian varieties, 1990
- 23 Michel Ledoux, Michel Talagrand:  Probability in Banach spaces: isoperimetry and processes, 1991, 2. Auflage 2010
- 24 Vladimir F. Lazutkin: KAM theory and semiclassical approximations to eigenfunctions, 1993
- 25 Welington de Melo, Sebastian van Strien: One-dimensional dynamics, 1993
- 26 Seppo Rickman: Quasiregular mappings, 1993
- 27 Robert Friedman, John Willard Morgan:  Smooth four-manifolds and complex surfaces, 1994
- 28 Victor Havin, Burglind Jöricke: The uncertainty principle in harmonic analysis, 1993
- 29 Anthony Joseph: Quantum groups and their primitive ideals, 1995
- 30 Eckart Viehweg: Quasi-projective moduli for polarized manifolds, 1995
- 31 Waleri Kozlow:  Symmetries, topology and resonances in Hamiltonian mechanics
- 32  János Kollár: Rational curves on algebraic varieties, 1996
- 33 Carlos Andrada, Ludwig Bröcker, Jesús M. Ruiz: Constructible sets in real geometry, 1996
- 34 David Goss:  Basic structures of function field arithmetic, 1996
- 35 Michael Struwe:  Variational methods: applications to nonlinear partial differential equations and Hamiltonian systems, 3. Auflage 2000
- 36 Jacek Bochnak, Michel Coste, Marie-Francoise Roy: Real algebraic geometry, 1998
- 37 Mariano Giaquinta, Giuseppe Modica, Jiří Souček: Cartesian currents in the calculus of variations 1, 1998
- 38 Mariano Giaquinta, Giuseppe Modica, Jiří Souček: Cartesian currents in the calculus of variations 2:Variational integrals, 1998
- 39 Gérard Laumon, Laurent Moret-Bailly: Champs algébriques, 2000
- 40 Luis Ribes, Pavel Zalesskii: Profinite groups, 2000, 2. Auflage 2010
- 41 Igor Nikolaev: Foliations on surfaces,  2001
- 42 Reinhardt Kiehl, Rainer Weissauer:  Weil conjectures, perverse sheaves and l'adic Fourier transform, 2001
- 43 George Greaves: Sieves in number theory, 2001
- 44 Wolfgang Lück: L2-invariants: theory and applications to geometry and K-theory, 2002
- 45 Thomas Kappeler, Jürgen Pöschel: KdV & KAM, 2003
- 46 Michel Talagrand: Spin glasses: a challenge for mathematicians ; cavity and mean field models, 2003
- 47 Mark Adler, Pierre van Moerbeke, Pol Vanhaecke: Algebraic integrability, Painlevé geometry and Lie algebras, 2004
- 48, 49 Robert Lazarsfeld: Positivity in algebraic geometry, Teil 1,2, 2004
- 50 Sergey Neshveyev, Erling Størmer: Dynamic entropy in operator algebras, 2006
- 51 Boris Khesin, Robert Wendt: The geometry of infinite-dimensional groups, 2009
- 52 Chris Peters, Joseph Steenbrink: Mixed Hodge Structures, 2009
- 53 Vítor Araújo, Maria José Pacifico: Three-dimensional flows, 2010
- 54,55 Michel Talagrand: Mean field models for spin glasses, Teil 1,2, 2011
- 56 Franc Forstnerič : Stein manifolds and holomorphic mappings: the homotopy principle in complex analysis, 2011, 2. Auflage 2017
- 57 Francis Buekenhout, Arjeh Cohen: Diagram geometry: related to classical groups and buildings, 2013
- 58 Eckhard Meinrenken: Clifford algebras and Lie theory, 2013
- 59 Frédéric Paugam: Towards the mathematics of quantum field theory, 2014
- 60 Michel Talagrand:  Upper and lower bounds for stochastic processes: modern methods and classical problems, 2014
- 61 Werner Lütkebohmert: Rigid geometry of curves and their Jacobians, 2016
- 62 Yves Benoist, Jean-François Quint: Random walks on reductive groups, 2016
- 63 Tuomas Hytönen, Jan van Neerven, Mark Veraar, Lutz Weis: Analysis in Banach spaces, Volume 1: Martingales and Littlewood-Paley theory, 2016
- 64 Nihat Ay, Jürgen Jost, Hông Vân Lê, Lorenz Schwachhöfer: Information Geometry, 2016
- 65 Annette Huber-Klawitter, Stefan Müller-Stach: Periods and Nori motives, 2017 (com contribuições de Benjamin Friedrich, Jonas von Wangeheim)
- 66 Luis Ribes: Profinite graphs and groups, 2017